# Шарл од Орлеана
Шарл од Орлеана или Карло од Орлеана (фр. Charles, 24. новембар 1394, Париз - 5. јануар 1465, Амбоаз) је био војвода од Орлеана   (1407—1465) и син орлеанског војводе и брата француског краља Луја I  и његове супруге Валентине Висконти и отац каснијег француског краља Луја XII  из куће Орлеана  (огранак династије Валоа ).
Био је један од најмоћнијих француских феудалаца свог времена. Године 1407. оца су му убиле присталице војводе Бургундије. Шарл и његов таст гроф Армањака постали су тада непомирљиви противници бургундског војводе. Француска се поделила на две странке Армањаке (противници бургундског војводе) и Бургундијце (присталице бургундског војводе). Војвода Бургундије је држао Париз све до 1413. године, када је избио устанак Кабошинаца, па су Парижани пустили у град Армањаке да би они угушили устанак.
Недуго потом, 1415. године долази до обнове Стогодишњег рата. Енглески краљ се искрцао у Нормандији и пошто је освојио Арфлер, кренуо је да се повлачи према Калеу. У бици код Аженкура напала га је француска војска, у којој се налазио Шарл, под командом господара Албреа. Француска војска је до ногу потучена, господар Албреа је погинуо, а Шарл, са око 1.000 племића, заробљен. У Шарловом одсуству, Енглези су покушавали да освоје Орлеан, који је Јованка Орлеанка успешно одбранила. Шарл је у заробљеништву остао до 1440. године, када га је откупио нови војвода Бургундије, који се измирио с њим и учинио га витезом Златног руна.
После ослобођења више није ратовао, бавио се поезијом.

## Политичко стање у Француској
Тадашњи француски краљ Шарл VI био је ментално оболео па је, пошто није могао сам да влада, образовано регентство, чија је водећа фигура био бургундски војвода Филип II Смели, касније његов син Жан II Неустрашиви. Краљу се понекад још враћао здрав разум па је могао да преузме своје владарске дужности, у ствари само је слушао савете свог брата Луја од Орлеана. Кад је краљ био луд владао је Бургундски војвода, а кад је био при чистом разуму орлеански војвода. Борба ове две војводе изазвала је хаос у Француској  .

## Убиство Луја Орлеанског и подела земље на две странке
Једне вечери 1407. године, док се враћао кући париским улицама, Луја од Орлеана напала је и убила група пробисвета које је потплатио војвода Бургундије. Овим чином насиља Француска је подељена на два странке, које су биле непријатељски расположене једна према другој . Млади Шарл и његов таст гроф Армањака постали су огорчени и непомирљиви противници бургундског војводе . Војвода Жан хвалио се својим злоделом и тврдио да је он у ствари ослободио Француску опасног тиранина. Приморао је сиротог лудог краља, његову породицу и двор да саслушају дугачку проповед о врлом делу тираноубиства коју је одржао један њему наклоњени свештеник. Уопште узевши племићи су били више наклоњени странци орлеаниста, док су градови, нарочито Париз, више волели војводу Бургундије.

## Устанак Кабошинаца

### Пред побуну
Неколико година војвода Бургундије држао је Париз и стварну власт у својим рукама  , али су дофен и његова свита били присталица странке Армањака  (таку се се називали припадници Шарлове странке ). Почетком 1413. године сазвани су државни сталежи. Они су изнели низ жалби на неподношљиве злоупотребе краљевске управе, која је била у рукама феудалних клика. Истакли су читав програм борбе против тих злоупотреба. Париска буржоазија подржавала је захтеве државних сталежа. Њима је пришао и бургундски војвода који је тежио да нађе ослонца код грађана.

### Побуна
Али, државни сталежи били су немоћни да оживотворе своје одлуке . Тада су Париски нижи слојеви  тј. занатлије и ситни трговци Париза, огорчени због тежине пореза и немоћи државних сталежа, дигли устанак под вођством стрводера  Симона  Кабоша  , по чијем је имену покрет назван покретом кабошинаца.
Устаници су заузели тврђаву Бастиљу, која је мало пре тога била саграђена . Устаници су извели низ напада на припаднике странке армањака, упадајући неколико пута у дофенов дом. Мада је војвода Бургундије спасао неке који су се нашли у опасности и спречио да устанак измакне контроли , руља је погубила низ лицâ  , пре свега племића и високих државних службеника , које су сматрали кривцима за народне невоље. Покрет је почео да прераста у устанак експлоатисане сиротиње Париза против буржоазије .

### Крај побуне
Бургундски војвода напустио је град  и повукао се на своје поседе , а уплашена буржоазија пожурила је да у град пусти војску армањакâ . Бургундијци су препустили устанике њиховој судбини . Армањаци су тако 1413. године  освојили Париз   и страховито се обрачунали са устаницима . Кабошинска ордонанса  тј. Кабошова уредба , која је донета за време устанка  , била је укинута .

## Битка код Аженкура

### Поход краља Хенрија V
Шарл и бургундски војвода нису могли да изађу у сусрет огромним захтевима енглеског краља Хенрија V. Хенри је захтевао читаву Аквитанију, Анжу, Мен, Турену и Нормандију, уз сизеренство над Бретањом и Фландријом. Августа 1415. енглески краљ се искрцао у Нормандији и опсео Арфлер. Град је пао 22. септембра . Пошто му је војску погодила епидемија дизентерије, кренуо је у повлачење преко Калеа . У међувремену француска војска полако се окупљала. Војвода Бургундије одбио је да се одазове позиву  и још ступио са Енглезима у савез .

### Стање у француској војсци
Номинални вођа француске војске био је конетабл, господар Албреа, али он, као прилично безначајан властелин није могао да наређује кнежевима краљевске крви попут Шарла и војводе Бурбона. Конетаблов план био је да се војска постави између Хенрија и Калеа, и Хенри је био приморан да нападне. Међутим, племенити витезови су опет истерали своје. Оклевање да се уђе у борбу није приличило господи.

### Распоред француске војске
Битка која се водила код Аженкура, почела је јуришем једне мање коњичке јединице, а затим су француски витезови напали пешке, распоређени у три одреда. Француски војници са самострелима били су постављени иза оклопника, тако да нису имали ни најмању могућност да употребе своје оружје . Овакав план био је потпуна лудост, пошто је због тежине оклопа и најкраће пешачење било изузетно тешко . Уз то, кише су претвориле бојно поље у блатиште.

### Ток битке, заробљавање и крај странке армањака
Енглески стрелци су углавном зауставили јуриш француске коњице. Мада њихове стреле нису могле да пробију оклоп витезова, могле су да им побију коње и тако разбију јуриш. Онда су кренули напред француски пешадијски одреди, у којима је био и сам Шарл. Док су се витезови који су је чинили дотетурали кроз блато до енглеских положаја били су већ превише уморни да би се борили. Видевши у ком су они стању, Енглески стрелци су побацали лукове и кренули у борбу са Французима прса у прса. Пошто је уморни Шарл једва држао оружје на рукама Енглези су га заробили. Трећи одред француске војске се тихо повукао са бојишта. Шарл је тада са још око 1.000 заточеника одведен у Енглеску . Француски пораз био је страшан .
Поразом код Аженкура странка армањака је практично збрисана и војвода Бургундије је опет постао господар Француске. Оно што је остало од његових противника предводио је дофен Шарл .

## Орлеан током одсуства војводе
Током одсуства Шарла Орлеанског његовим војводством су владали војвоткиња и војводин незаконити полубрат, моћни кнез гроф Диноа, познат као копиле од Орлеана. Они су жестоко бранили војводство . Тада су Енглези октобра  1428. године   опсели Орлеан и били су разбијени 1429. године  .

## Слобода
Ратна срећа се променила   и наклоност новог бургундског војводе Филипа према Енглезима је опадала, па се уговором у Арасу измирио са , сада француским краљем, Шарлом VII   .
Године 1440. Шарла Орлеанског коначно је из заробљеништва откупио војвода Бургундије.

## Последње године
Постао је витез Златног руна. Шарлови поседи су тада били расути, али и даље огромни . Био је моћан кнез који је имао сопствене судове, мали чиновнички апарат и приватну војску . Иако је припадао моћној господи он се није бунио против краља и није подржавао побуњене. Због смишљене девалвације за време Стогодишњег рата и инфлације , после страховитог пораза ерла Шрузберија код Бордоа 1453.   и предаје града исте године , када је и завршен рат   , поједини племићи били у тешком положају и нису могли више да живе племићким животом, а Шарл је био довољно самосталан да сам убира порезе или бар могао да успе да се погоди са краљем да му уступи добар део краљевских дажбина које убира са његових поседа. Тако се Шарл богатио .

## Поезија
Шарл се бавио и поезијом. У то доба долази до оживљавања француске лирике делимично захваљујући његовим делима. Писао је лепе љубавне песме .

## Смрт
Умро је 5. јануара 1465. године у Амбоазу. На месту војводе Орлеана наслеђује га син Луј  .

## Породица
Шарл се женио три пута. Прва жена му је била кћерка Шарла VI и бивша жена енглеског краља Ричарда II, Изабела од Валоа. Њом се оженио 1406. године. Изабела му је родила само једну кћерку:
1. Жану од Валоа (1409—1432), удату 1424. за Жана II од Алансона.

После Изабелине смрти на порођају, Шарл се 1410. године оженио Боном д'Армањак, кћерком Бернара VII д'Армањака. Са њом није имао потомства, јер је умрла пре његовог повратка из заробљеништва.
Одмах по повратку из заробљеништва, 1440. године, Шарл се оженио Маријом Клевском, кћерком Адолфа I Клевског. Са њом је имао троје деце:
1. Марију од Орлеана (1457—1493), удату 1473. за Жана де Фоа.
2. Луј од Орлеана (1462—1515), војвода од Орлеана и краљ Француске.
3. Ана од Орлеана (1464—1491) опатица Фонтевра и Поатјеа,

## Породично стабло
|  |                                     |  |  |  |  |  |  |  |  |  |  |  |  |  |  |  |
|  | 16. Филип VI Валоа                  |  |  |  |  |  |  |  |  |  |  |  |  |  |  |  |
|  |                                     |  |  |  |  |  |  |  |  |  |  |  |  |  |  |  |
|  |                                     |  |  |  |  |  |  |  |  |  |  |  |  |  |  |  |
|  | 8. Жан II Добри                     |  |  |  |  |  |  |  |  |  |  |  |  |  |  |  |
|  |                                     |  |  |  |  |  |  |  |  |  |  |  |  |  |  |  |
|  |                                     |  |  |  |  |  |  |  |  |  |  |  |  |  |  |  |
|  | 17. Жана од Ламе                    |  |  |  |  |  |  |  |  |  |  |  |  |  |  |  |
|  |                                     |  |  |  |  |  |  |  |  |  |  |  |  |  |  |  |
|  |                                     |  |  |  |  |  |  |  |  |  |  |  |  |  |  |  |
|  | 4. Шарл V Мудри                     |  |  |  |  |  |  |  |  |  |  |  |  |  |  |  |
|  |                                     |  |  |  |  |  |  |  |  |  |  |  |  |  |  |  |
|  |                                     |  |  |  |  |  |  |  |  |  |  |  |  |  |  |  |
|  | 18. Јован Слепи                     |  |  |  |  |  |  |  |  |  |  |  |  |  |  |  |
|  |                                     |  |  |  |  |  |  |  |  |  |  |  |  |  |  |  |
|  |                                     |  |  |  |  |  |  |  |  |  |  |  |  |  |  |  |
|  | 9. Бона Чешка                       |  |  |  |  |  |  |  |  |  |  |  |  |  |  |  |
|  |                                     |  |  |  |  |  |  |  |  |  |  |  |  |  |  |  |
|  |                                     |  |  |  |  |  |  |  |  |  |  |  |  |  |  |  |
|  | 19. Елизабета од Бохемије           |  |  |  |  |  |  |  |  |  |  |  |  |  |  |  |
|  |                                     |  |  |  |  |  |  |  |  |  |  |  |  |  |  |  |
|  |                                     |  |  |  |  |  |  |  |  |  |  |  |  |  |  |  |
|  | 2. Луј I од Орлеана                 |  |  |  |  |  |  |  |  |  |  |  |  |  |  |  |
|  |                                     |  |  |  |  |  |  |  |  |  |  |  |  |  |  |  |
|  |                                     |  |  |  |  |  |  |  |  |  |  |  |  |  |  |  |
|  | 20. Луј I од Бурбона                |  |  |  |  |  |  |  |  |  |  |  |  |  |  |  |
|  |                                     |  |  |  |  |  |  |  |  |  |  |  |  |  |  |  |
|  |                                     |  |  |  |  |  |  |  |  |  |  |  |  |  |  |  |
|  | 10. Петар I од Бурбона              |  |  |  |  |  |  |  |  |  |  |  |  |  |  |  |
|  |                                     |  |  |  |  |  |  |  |  |  |  |  |  |  |  |  |
|  |                                     |  |  |  |  |  |  |  |  |  |  |  |  |  |  |  |
|  | 21. Марија од Авена                 |  |  |  |  |  |  |  |  |  |  |  |  |  |  |  |
|  |                                     |  |  |  |  |  |  |  |  |  |  |  |  |  |  |  |
|  |                                     |  |  |  |  |  |  |  |  |  |  |  |  |  |  |  |
|  | 5. Жана од Бурбона                  |  |  |  |  |  |  |  |  |  |  |  |  |  |  |  |
|  |                                     |  |  |  |  |  |  |  |  |  |  |  |  |  |  |  |
|  |                                     |  |  |  |  |  |  |  |  |  |  |  |  |  |  |  |
|  | 22. Шарл Валоа                      |  |  |  |  |  |  |  |  |  |  |  |  |  |  |  |
|  |                                     |  |  |  |  |  |  |  |  |  |  |  |  |  |  |  |
|  |                                     |  |  |  |  |  |  |  |  |  |  |  |  |  |  |  |
|  | 11. Изабела Валоа од Бурбона        |  |  |  |  |  |  |  |  |  |  |  |  |  |  |  |
|  |                                     |  |  |  |  |  |  |  |  |  |  |  |  |  |  |  |
|  |                                     |  |  |  |  |  |  |  |  |  |  |  |  |  |  |  |
|  | 23. Матилда од Шатијона             |  |  |  |  |  |  |  |  |  |  |  |  |  |  |  |
|  |                                     |  |  |  |  |  |  |  |  |  |  |  |  |  |  |  |
|  |                                     |  |  |  |  |  |  |  |  |  |  |  |  |  |  |  |
|  | 1. Шарл од Орлеана                  |  |  |  |  |  |  |  |  |  |  |  |  |  |  |  |
|  |                                     |  |  |  |  |  |  |  |  |  |  |  |  |  |  |  |
|  |                                     |  |  |  |  |  |  |  |  |  |  |  |  |  |  |  |
|  | 24. Стефано Висконти                |  |  |  |  |  |  |  |  |  |  |  |  |  |  |  |
|  |                                     |  |  |  |  |  |  |  |  |  |  |  |  |  |  |  |
|  |                                     |  |  |  |  |  |  |  |  |  |  |  |  |  |  |  |
|  | 12. Галецо II Висконти              |  |  |  |  |  |  |  |  |  |  |  |  |  |  |  |
|  |                                     |  |  |  |  |  |  |  |  |  |  |  |  |  |  |  |
|  |                                     |  |  |  |  |  |  |  |  |  |  |  |  |  |  |  |
|  | 25. Валентина Дорија                |  |  |  |  |  |  |  |  |  |  |  |  |  |  |  |
|  |                                     |  |  |  |  |  |  |  |  |  |  |  |  |  |  |  |
|  |                                     |  |  |  |  |  |  |  |  |  |  |  |  |  |  |  |
|  | 6. Ђан Галеацо Висконти             |  |  |  |  |  |  |  |  |  |  |  |  |  |  |  |
|  |                                     |  |  |  |  |  |  |  |  |  |  |  |  |  |  |  |
|  |                                     |  |  |  |  |  |  |  |  |  |  |  |  |  |  |  |
|  | 26. Ајмон Савојски                  |  |  |  |  |  |  |  |  |  |  |  |  |  |  |  |
|  |                                     |  |  |  |  |  |  |  |  |  |  |  |  |  |  |  |
|  |                                     |  |  |  |  |  |  |  |  |  |  |  |  |  |  |  |
|  | 13. Бјанка Савојска                 |  |  |  |  |  |  |  |  |  |  |  |  |  |  |  |
|  |                                     |  |  |  |  |  |  |  |  |  |  |  |  |  |  |  |
|  |                                     |  |  |  |  |  |  |  |  |  |  |  |  |  |  |  |
|  | 27. Јоланда Палеологина Монфератска |  |  |  |  |  |  |  |  |  |  |  |  |  |  |  |
|  |                                     |  |  |  |  |  |  |  |  |  |  |  |  |  |  |  |
|  |                                     |  |  |  |  |  |  |  |  |  |  |  |  |  |  |  |
|  | 3. Валентина Висконти               |  |  |  |  |  |  |  |  |  |  |  |  |  |  |  |
|  |                                     |  |  |  |  |  |  |  |  |  |  |  |  |  |  |  |
|  |                                     |  |  |  |  |  |  |  |  |  |  |  |  |  |  |  |
|  | 28. Филип VI Валоа, краљ Француске  |  |  |  |  |  |  |  |  |  |  |  |  |  |  |  |
|  |                                     |  |  |  |  |  |  |  |  |  |  |  |  |  |  |  |
|  |                                     |  |  |  |  |  |  |  |  |  |  |  |  |  |  |  |
|  | 14. Жан II Добри                    |  |  |  |  |  |  |  |  |  |  |  |  |  |  |  |
|  |                                     |  |  |  |  |  |  |  |  |  |  |  |  |  |  |  |
|  |                                     |  |  |  |  |  |  |  |  |  |  |  |  |  |  |  |
|  | 29. Жана од Ламе                    |  |  |  |  |  |  |  |  |  |  |  |  |  |  |  |
|  |                                     |  |  |  |  |  |  |  |  |  |  |  |  |  |  |  |
|  |                                     |  |  |  |  |  |  |  |  |  |  |  |  |  |  |  |
|  | 7. Изабела Валоа од Милана          |  |  |  |  |  |  |  |  |  |  |  |  |  |  |  |
|  |                                     |  |  |  |  |  |  |  |  |  |  |  |  |  |  |  |
|  |                                     |  |  |  |  |  |  |  |  |  |  |  |  |  |  |  |
|  | 30. Јован Слепи                     |  |  |  |  |  |  |  |  |  |  |  |  |  |  |  |
|  |                                     |  |  |  |  |  |  |  |  |  |  |  |  |  |  |  |
|  |                                     |  |  |  |  |  |  |  |  |  |  |  |  |  |  |  |
|  | 15. Бона Чешка                      |  |  |  |  |  |  |  |  |  |  |  |  |  |  |  |
|  |                                     |  |  |  |  |  |  |  |  |  |  |  |  |  |  |  |
|  |                                     |  |  |  |  |  |  |  |  |  |  |  |  |  |  |  |
|  | 31. Елизабета од Бохемије           |  |  |  |  |  |  |  |  |  |  |  |  |  |  |  |
|  |                                     |  |  |  |  |  |  |  |  |  |  |  |  |  |  |  |
|  |                                     |  |  |  |  |  |  |  |  |  |  |  |  |  |  |  |

## Галерија
- Шарл од Орлеана прима данак свог вазала, Национални архив, Париз
- Статуа на гробу Шарла од Орлеана
- Гроб оца и сина Шарла од Орлеана, испод кога је гроб његовог оца, Луја од Орлеана, Капела Селестина у Паризу. Стара гравура из касног средњег века
- Портрет Луја од Орлеана
- Слика Валентина Висконти оплакује свог мужа, војводу Орлеана Флери Франсое Ришара, уље на платну, 1802. година, Ермитаж, Санкт Петербург
- Печат Бернара VII д'Армањака, Шарловог таста
- Шарлова прва супруга, Изабела Валоа
- Шарлова друга женидба Боном д'Армањак, XV век, рад браће из Лимбурга, детаљ са слике из Молитвеника Војводе од Берија
- Шарл са својом трећом женом Маријом Клевском, средњовековна таписерија
- Портрет Шарловог сина, наследника и каснијег француског краља Луја XII, рад Жана Переала, сликано око 1514. године